# Martigny (Aisne)
Martigny ist eine französische Gemeinde mit 421 Einwohnern (Stand 1. Januar 2022) im Département Aisne in der Region Hauts-de-France. Sie gehört zum Arrondissement Vervins, zum Kanton Hirson und zum Gemeindeverband Trois Rivières.

## Lage
Die Gemeinde Martigny liegt in der Landschaft Thiérache am Fluss Ton, acht Kilometer südöstlich von Hirson. Nachbargemeinden von Martigny sind Saint-Michel im Norden, Watigny im Nordosten, Leuze im Osten, Beaumé im Südosten, Besmont im Süden sowie Bucilly im Westen und Nordwesten.

## Bevölkerungsentwicklung
| Jahr                       | 1962 | 1968 | 1975 | 1982 | 1990 | 1999 | 2006 | 2013 | 2022 |
| Einwohner                  | 591  | 561  | 525  | 450  | 457  | 460  | 452  | 435  | 421  |
| Quellen: Cassini und INSEE |      |      |      |      |      |      |      |      |      |

## Sehenswürdigkeiten

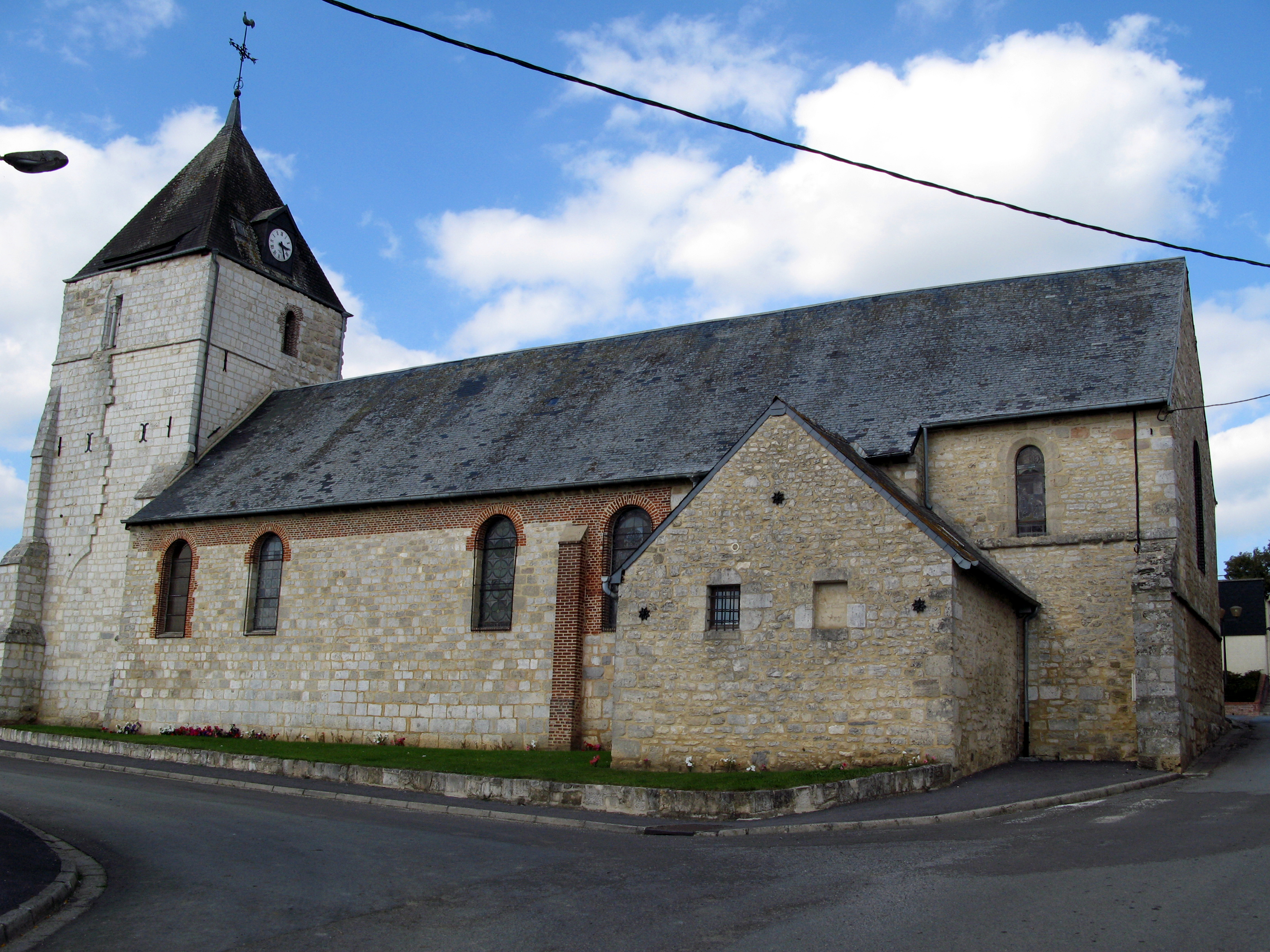
Kirche Saint-Jean-Baptiste
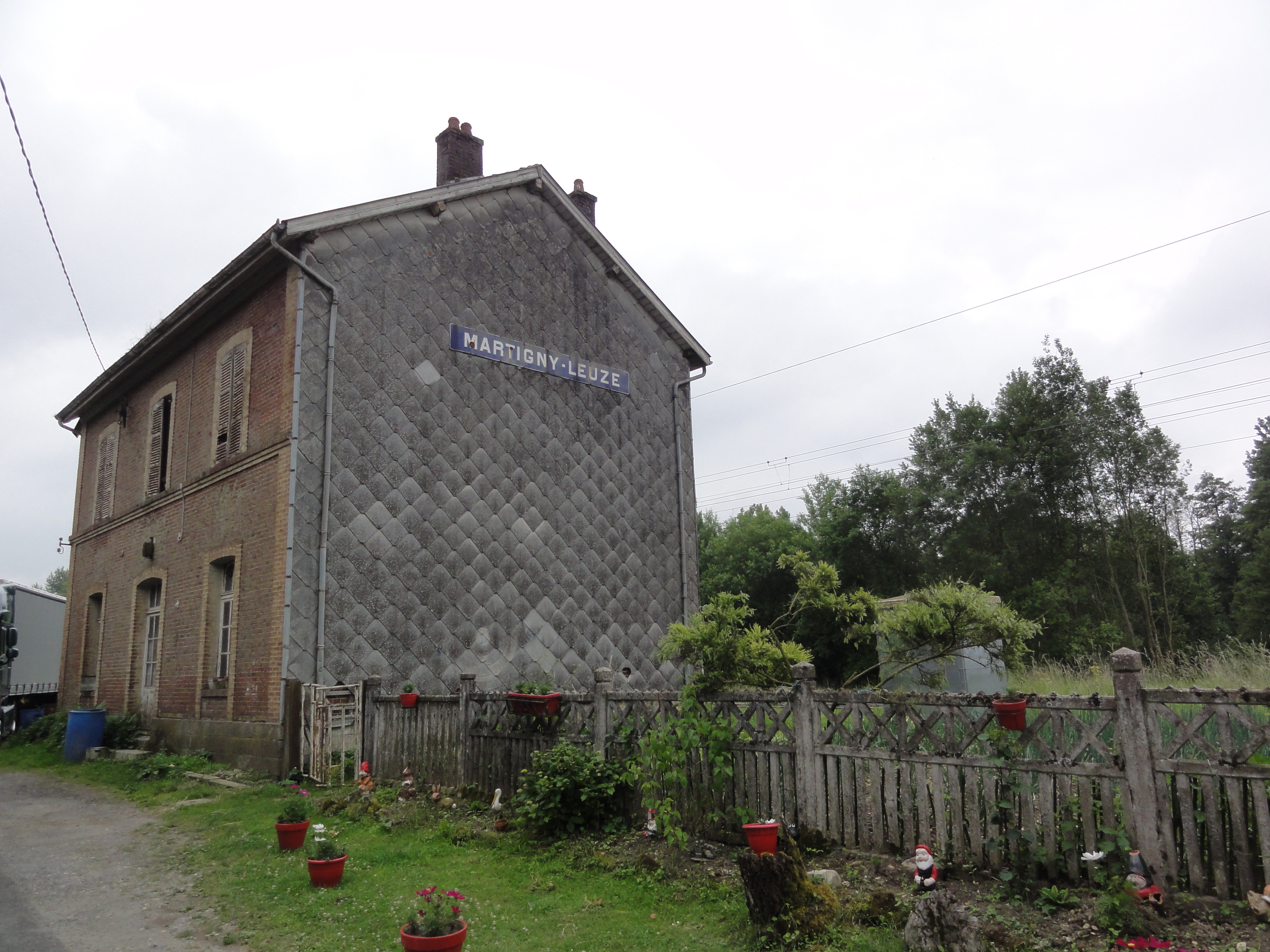
Ehemaliger Bahnhof Martigny-Leuze
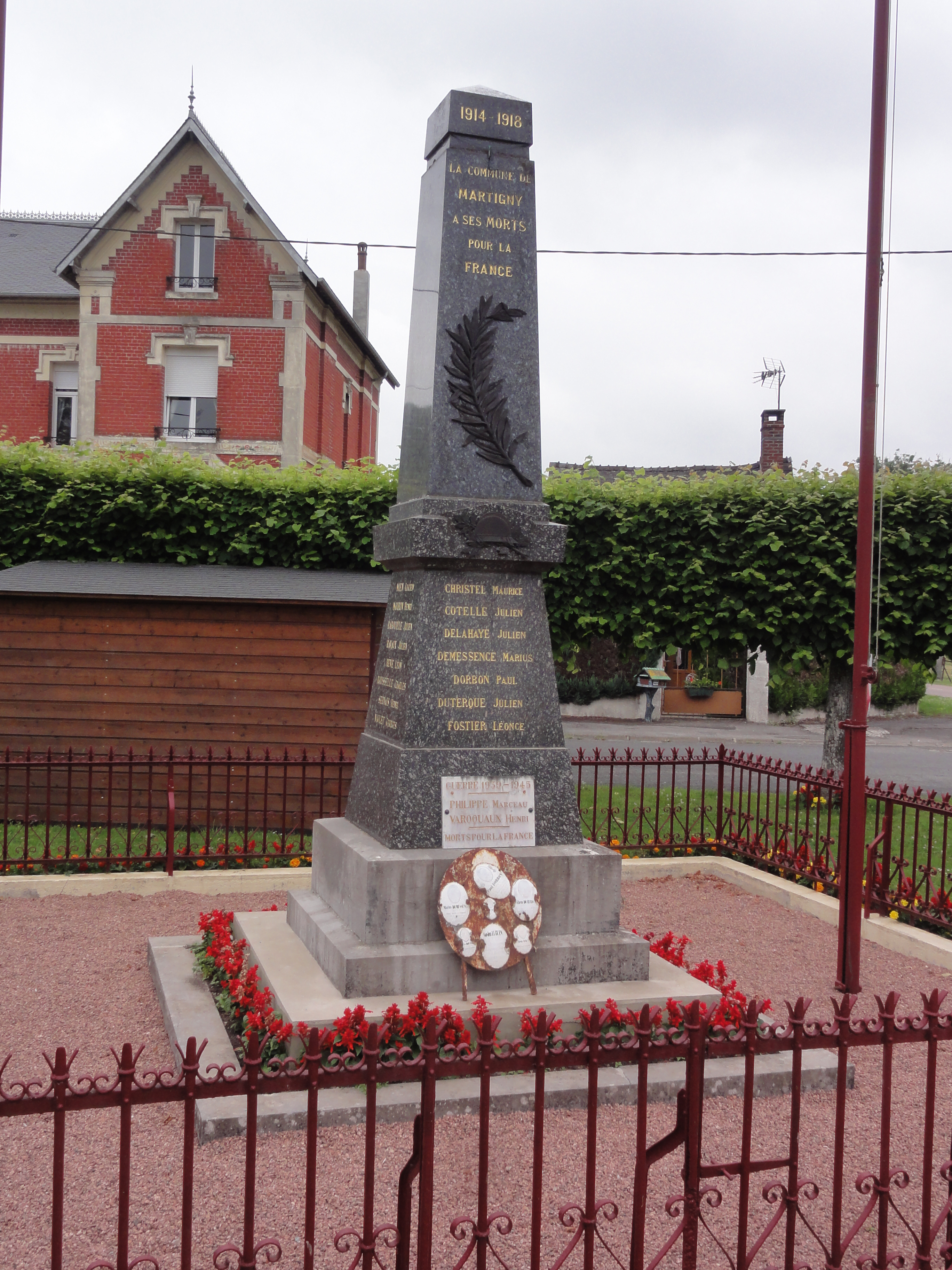
Gefallenendenkmal

- Kirche Saint-Jean-Baptiste
- Ehemaliger Bahnhof Martigny-Leuze
- Gefallenendenkmal